# Якутский округ
Якутский округ, Якутский уезд — административная единица (уезд, позднее округ) в составе Якутской области и Якутской АССР, существовавшая в 1638—1930 годах.
Административный центр — город Якутск (ранее Якутский острог). Якутский округ граничил на Юге — с Иркутской губернией, на Юго-Востоке — с Амурской областью, на Востоке — с Приморской областью.

## История
Якутский уезд, включавший в себя все земли к востоку от Байкала, был образован в 1638 году. В 1708 году он вошёл в состав Сибирской губернии. В 1775 году Якутский уезд был преобразован в Якутскую провинцию, которая делилась на 6 комиссарств и два воеводства.
В 1784 году из центральной части Якутской провинции, преобразованной в область, был образован Якутский уезд. В 1796 году Якутская область стала именоваться Якутским уездом, а на территории прежнего Якутского уезда были созданы Амгинское и Удское комиссарства.
В 1805 году Амгинское и Удское комиссарства были объединены в Якутское комиссарство, которое в 1822 году было преобразовано в Якутский округ, площадью 719 287 квадратные версты. В 1857 году Охотское побережье, входившее в Якутский округ, было передано в состав Приморской области. В 1920 году Якутский округ был преобразован в Якутский уезд, а в 1926 году уезд вновь стал округом. В 1930 году все округа Якутской АССР были упразднены.

## Административное деление
В 1896 году административное деление Якутского округа было следующим:
- 10 русских селений
- 20 почтовых станций Якутско-Иркутского тракта
- 6 селений сектантов-скопцов
- Баягантайский улус (9 наслегов. Центр — 1-й Игидейский наслег)
- Борогонский улус (13 наслегов. Центр — 1-й Легойский наслег)
- Батурусский улус (якутск. Татта улус)[5] (31 наслег. Центр — 3-й Хатылинский наслег)
- Восточно-Кангаласский улус (12 наслегов. Центр — 2-й Тыллыминский наслег)
- Дюпсюнский улус (8 наслегов. Центр — Чириктейский наслег)
- Западно-Кангаласский улус (20 наслегов. Центр — Октемский наслег)
- Намский улус (19 наслегов. Центр — Кусаган-Эльский наслег)
- Мегинский улус (16 наслегов. Центр — Бахсытский наслег)

В 1924 году в состав Якутского уезда входили:
- Амгинский I улус (18 наслегов)
- Батурусский улус (15 наслегов)
- Балгантайский улус (17 наслегов)
- Борогонский улус (16 наслегов)
- Восточно-Кангаласский улус (20 наслегов)
- Дюпсинский улус (8 наслегов)
- Западно-Кангаласский улус (29 наслегов)
- Майский улус (5 наслегов)
- Мегинский улус (24 наслега)
- Намский улус (22 наслега)
- Оймяконский улус (3 наслега)
- Таттинский улус (17 наслегов)
- Амгинская 1-я волость
- Иситская волость
- Покровская волость
- Владимирский с/с
- Кильдемский с/с
- Мархинский с/с
- Никольский с/с
- Новониколаевский с/с
- Павловский с/с
- Петропавловский с/с
- Хатын-Аринский с/с
- Хатын-Урахский с/с
- Катангских родов тунгусов с/с (7 наслегов)
- Балгантайских родов тунгусов с/с (3 наслега)

## Население
По данным переписи 1897 года в Якутском округе проживало 143 600 человек, в другом источнике указано, по переписи 1897 года числится 143 799 душ обоего пола (72 418 мужчин, 71 381 женщина). В том числе якуты — 90,6 %; русские — 5,3 %; тунгусы (эвенки и эвены) — 3,2 %, в другом источнике указано, по переписи 1897 года инородцы составляют 93 % общего количества населения округа. В Якутске проживало 6535 человек. В Якутском округе на одного человека приходится 4,6 квадратной версты. Браков в 1901 году было заключено 1 684, родилось 7 435 (3824 мальчика, 3611 девочек), умерло 5811 (2804 мужчины, 3007 женщин). А естественный прирост составил 1624 души обоего пола.
В 1901 году — 144 603 жителя, из них 73 030 мужчин и 71 573 женщины или 0,2 жителя на одну квадратную версту.

## Народное хозяйство
Народное хозяйство в Якутском округе, который занимал 719 287 квадратных вёрст. Округ орошался рекой Лена, её притоками Ботомай и другими. На 1901 год посевная площадь округа достигала 10 312 десятин. Было собрано хлебов 44 177 четвертей. Картофель занимал 290 десятин посевной площади, с которых собрано 33 564 пуда. Под огородами было задействовано 31 десятина. Сена накошено, в 1901 году, до 12 000 000 пудов. Скотоводство составляло главное занятие инородческого населения. Всего в Якутском округе числилось 258 385 голов скота, из них 105 095 голов принадлежало русскому населению. Из общего количества скота было, голов:
- лошадей 56 049;
- рогатого скота 199 391;
- овец 100;
- оленей 2 651;
- свиней 197.

Лесные промыслы: рубка и пилка дров и брёвен были значительно развиты и доставляли населению до 12 250 рублей заработку. Из прочих подсобных промыслов наибольшее значение имела охота или звероловство (преимущественно на соболей), перевозка тяжестей на прииски, транспортировка кладей, почтовая гоньба, рыболовство. Кустарные промыслы были не развиты. Фабрик и заводов 53 единицы с 60 рабочими. Сумма производства, на 1901 год, составляла 7827 рублей. Все предприятия были мелкие, сельско-хозяйственного типа.